# 피라미드
피라미드(pyramid)는 일반적으로 정사각뿔 꼴의 고대 유적을 가리킨다. 피라미드의 어원은 고대 그리스어 피라미스인데, 이집트인은 “메그드락”라고 불렀다고 한다.예전에는 한자 '금'(金)과 비슷한 모양으로 '금자탑'(金字塔）라고 불렸다.
고대 중국, 이집트, 메소포타미아, 중앙아메리카 등 많은 문명권에서 피라미드 형태의 유적을 만들었다. 그중에서 고대 이집트의 피라미드, 특히 기자의 3대 피라미드가 가장 유명하다.
한때 이집트의 피라미드가 무덤이 아니라는 설도 있었으나, 대체로 국왕, 왕비 등 왕족의 무덤으로 쓰였을 것이라는 설이 가장 유력하다. 왕의 피라미드에서 미라가 여럿 발굴되었을 뿐 아니라 미라가 안치되었던 방에서 매장에 필요한 석관, 항아리, 황금 제품 등이 출토되었고, 부조나 비문 등에서 제사에 쓰였던 글이 발견되었기 때문이다.
수단에도 피라미드가 존재하는데 현재의 수단 북부인 누비아 지방을 근거지로 삼았던 쿠시 왕국 시절에 이집트의 영향을 받아 지은 것으로 이집트의 장례문화가 바뀐 후에도 꾸준히 피라미드를 건축했다. 수단의 누비아 피라미드가 모여있는 장소는 총 5곳으로 엘-쿠루(이집트 제25왕조를 창건한 쿠시 왕국 나파타 왕조 시절의 왕실 묘지), 누리(엘-쿠루가 가득 차서 더 이상 피라미드를 지을 수 없게 되자 타하르카가 대체 부지로 조성한 곳), 메로웨(쿠시 왕국 후기의 메로웨 왕조 시기에 조성되었다), 제벨 바르칼(이집트 신왕국 파라오인 투트모세 3세가 누비아를 정복한 뒤 이집트 최남부 거점으로 건설한 요새 도시로 이집트 제3중간기 때 쿠시 왕국이 점령하여 수도로 삼은 뒤 꾸준히 궁전과 신전의 증개축을 행했다), 세데인가(2018년에 새로 발견된 곳으로 앞의 피라미드들과 달리 부유한 일반 시민들을 피라미드에 안치했다는 게 차이점이며 이집트의 영향을 매우 짙게 받은 흔적이 남아있다)이 존재한다.
피라미드에 대해 남아있는 최고의 기록은 고대 그리스 역사가인 헤로도토스의 《역사》2권에 있다. 거기에는 '기자의 대(大)피라미드에 관하여 10만 명이 3개월 교대로 20년에 걸쳐 지었다'고 기술하고 있다.

## 나라별 피라미드

### 이집트
피라미드는 북쪽으로 이집트 카이로 북부에서 남쪽으로 수단까지, 나일강을 따라 약 1500킬러미터가 넘는 지역에 흩어져 있다. 대략 3000년에 걸쳐 300개 이상 지어졌다. 현재까지 발굴된 피라미드는 138개이고, 이들은 대부분 카이로 서쪽 아부라와슈에서 일라훈에 이르는 나일강 서안 사막에 흩어져 있다.
피라미드는 갑자기 나타난 건축 양식이 아니라 이전의 마스타바라는 벽돌식 단층 무덤에서 발전하였다. 마스타바는 무덤으로 이곳에 왕을 매장했다. 마스타바는 아랍어로 직사각형 벤치라는 의미이다.
파라오 조세르(Djoser) 시대에 마스타바를 더 높고 웅장한 형태로 변형하여 다층 마스타바 혹은 계단식 피라미드를 만들었다. 이 계단식 피라미드는 임호테프에 의해 건설되었다.
이후 파라오 스네프루(Sneferu, Snefru)는 현재 우리가 아는 피라미드 형태의 건축물을 건설하려고 시도했나 당대의 피라미드 건축 경험 부족으로 인하여 붕괴하고 만다.
스네프루는 이에 포기하지 않고 다시 피라미드를 지었는데 피라미드 각이 너무 예각이었던 탓에 다시 붕괴 위험에 시달렸다. 그리하여 어쩔 수 없이 공사 중 각도를 수정할 수밖에 없었다. 이를 굴절 피라미드라고 한다.
그러나 스네프루는 굴절 피라미드로 만족할 수 없었다. 그는 더욱 상징적이고 미적으로 완성된 피라미드를 짓기 위한 노력했으며, 이 사업은 성공적으로 끝나 현재 우리가 보는 이집트 피라미드 이미지와 같은 건축물이 완성되었다.
다음의 파라오 쿠푸(Khufu)는 이미 완성된 선대 파라오의 피라미드에서 그 규모를 극대화하여 대규모 피라미드를 완성했다. 기원전 5세기경, 그리스 역사가 헤로도토스에 따르면, 쿠푸 왕은 사람들에게 자신을 위해 노역하라고 명령했다. 10만 명은 아라비에 산맥의 채석장들에서 네일로스강까지 돌을 견인해 가게 하고, 10만 명은 돌들이 배에 실려 네일로스강 건너로 전해지면 다시 리비에 산맥까지 끌고 가게 명령했다. 그들은 각각 3개원동안 노역했고, 돌을 운반하는 길을 닦느라 10년 동안 고생했다. 피라미드 자체를 만드는 데 20년이 걸렸다. 헤로도토스는 쿠푸 왕이 사악한 자여서 돈이 궁해지자 자기 딸에게 창녀 방에 앉아 있게 하고 공사에 쓰일 돌을 받고 몸을 팔게 했으며, 공주는 자신을 위한 기념물을 남기려는 생각에서 기꺼이 그 일을 수행했다고 기록했다. 그러나 이는 사실이 아니었다.
1989년 발굴 조사로 피라미드 근처에서 피라미드 마을이 발견된 후 사람들 인식이 바뀌었다. 마을에는 노동자가 살았던 숙소, 공방, 저장고, 물품 관리소, 관리들이 살았던 저택 등의 흔적이 남아 있다. 그리고 이곳 묘지의 벽화를 보면 사람들이 빵, 맥주, 고기, 채소를 먹었다는 사실을 알 수 있다. 유물과 상형문자는 마을 사람들이 노예처럼 착취당한 것이 아니라 만족하며 일했음을 보여 준다. 실제 동원된 사람들 숫자도 2만 명 내외였을 가능성이 높다.
이러한 거대한 피라미드는 이전까지 고대 이집트인들의 끊임없는 노력, 건축 기술의 개량과 발전이 바탕이 된 것이며 단시간에 이루어진 일이 아니다.

이후 거대한 피라미드가 정점을 이루고, 평민들까지 피라미드를 세울 수 있게 되면서 사람 크기 정도의 작은 피라미드들도 만들어졌다.

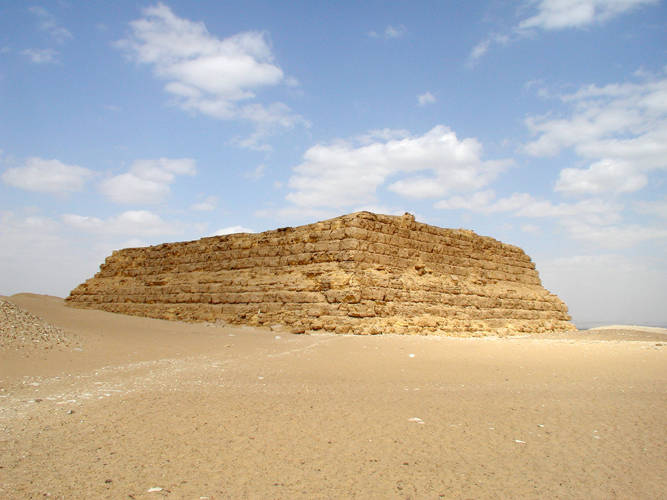
고대 이집트의 마스타바
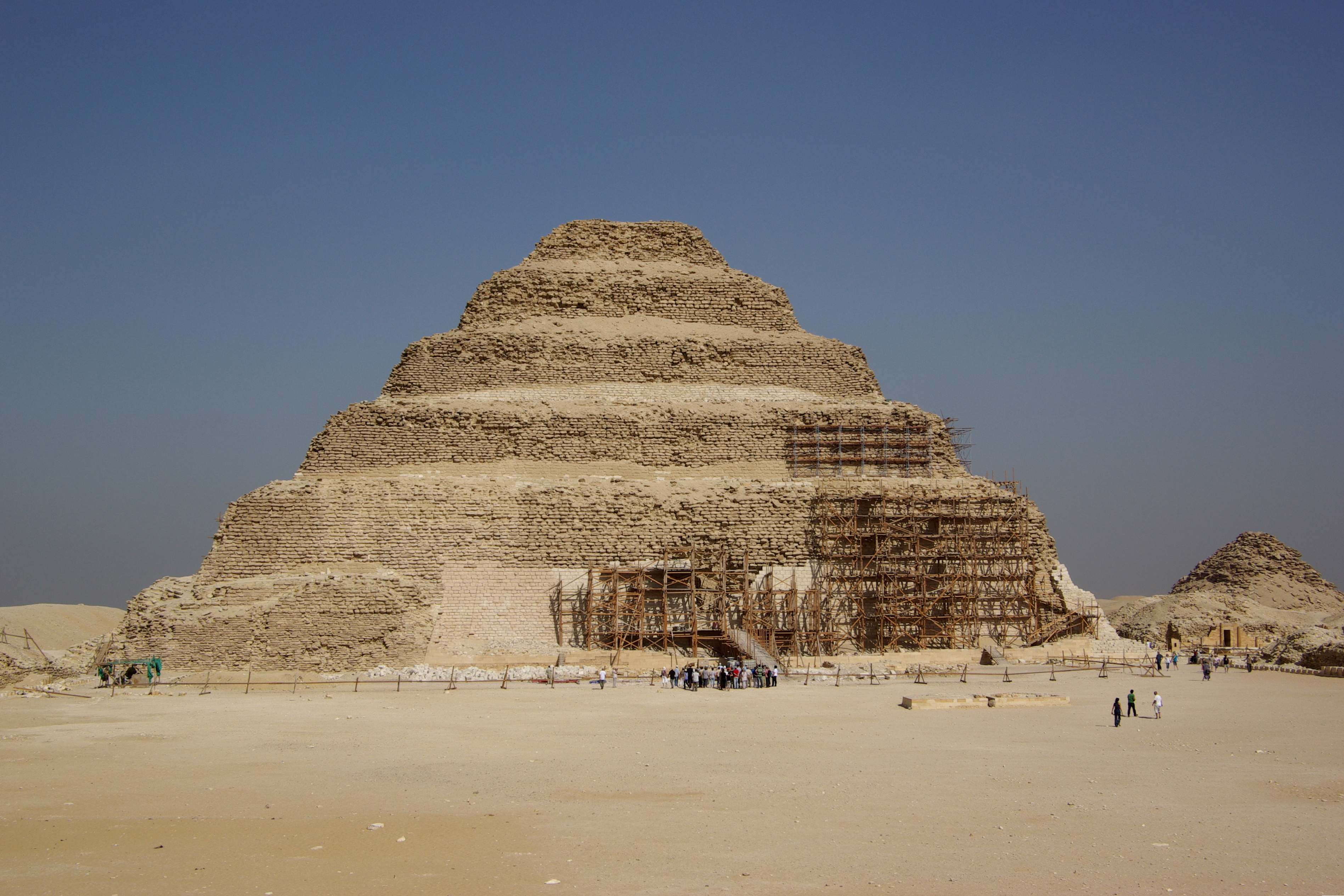
조세르의 계단식 피라미드
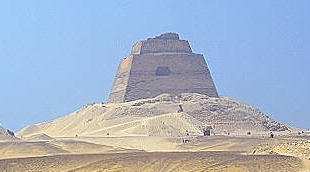
스네프루의 무너진 피라미드
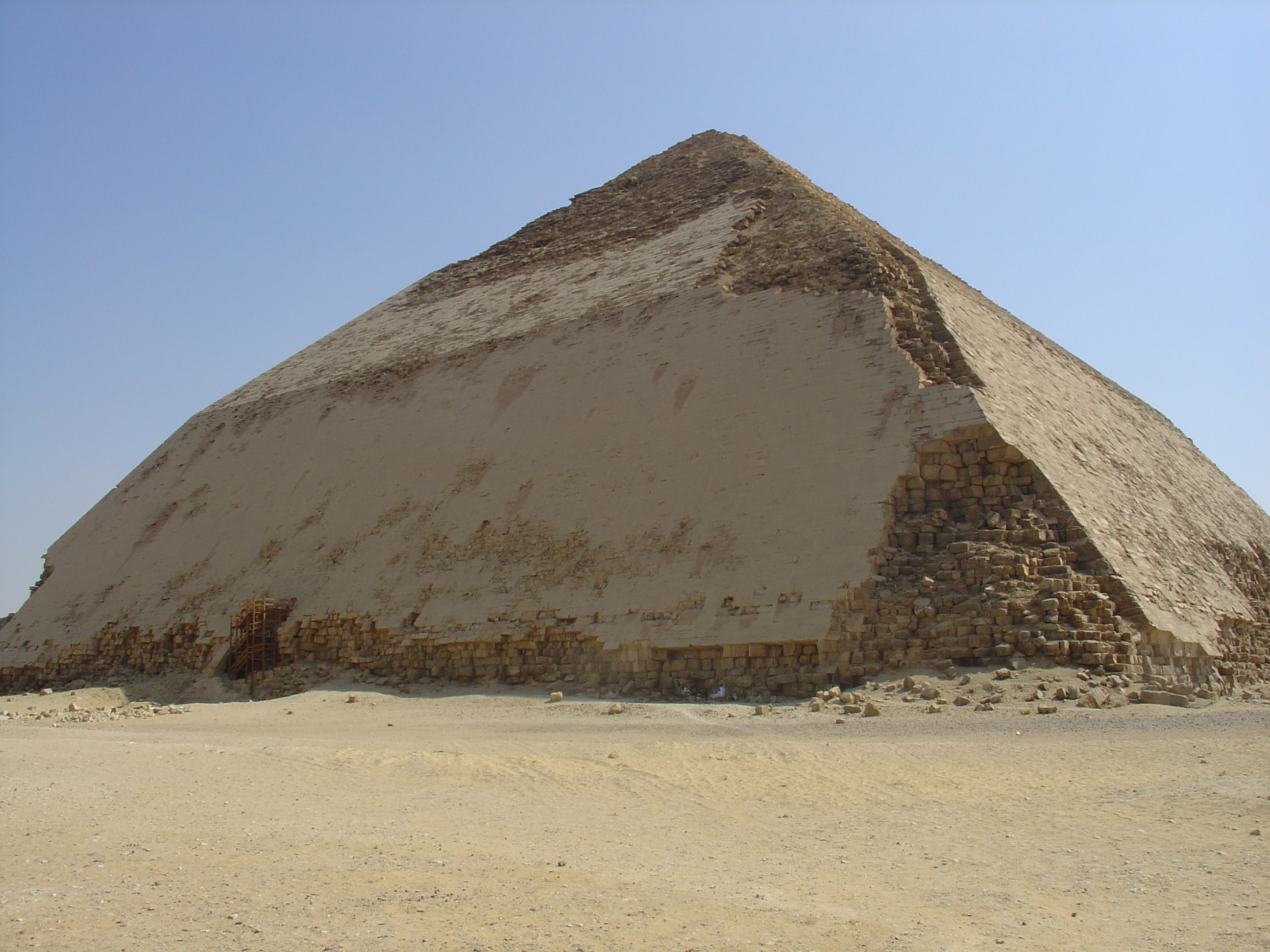
스네프루의 굴절 피라미드
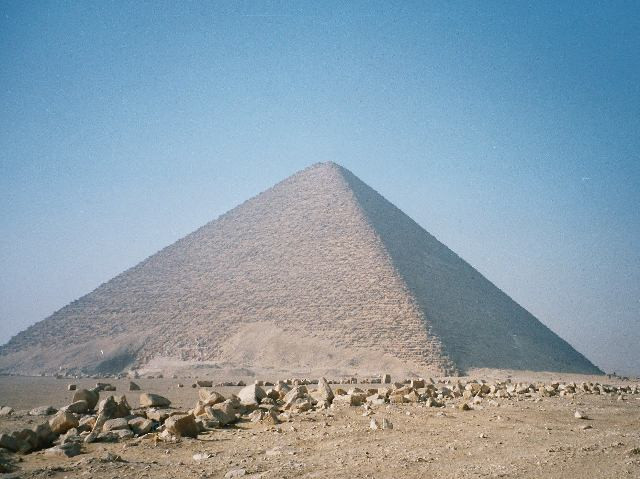
스네프루의 붉은 피라미드
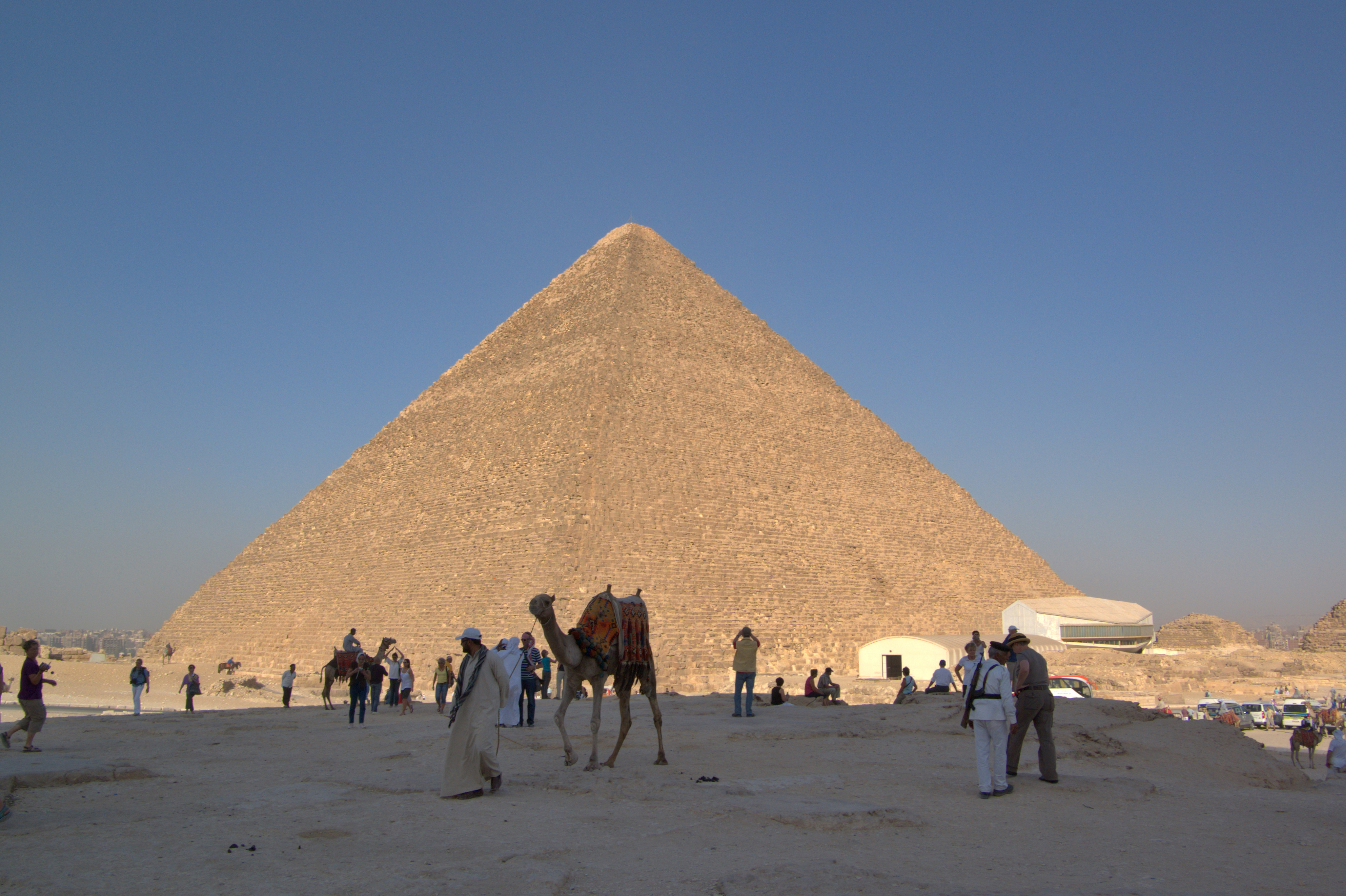
쿠푸의 대피라미드

## 같이 보기
- 적석총
- 스핑크스
- 피라미드학
- 태왕릉
- 장수왕릉